# Entrópia
Az entrópia a tudomány (elsősorban a hőtan és az informatika) fontos fogalma, egy rendszer rendezetlenségi fokát jellemzi.
Az entrópia műszót Rudolf Clausius (1822–1888) alkotta meg 1865-ben az energia mintájára. Meghagyta az en- (görögül  εν-) szótagot, melynek jelentése be-, az ergon (έργον = munka) szót pedig tropé-val (τροπή = megfordulás) helyettesítette, és ezzel jellemezte a termodinamikában az anyagi rendszerek molekuláris rendezetlenségét, illetve termodinamikai valószínűségének a mértékét. Ebből következtetni lehet a maguktól végbemenő folyamatok irányára: a természetben egyre valószínűbb állapotok következnek be.
Például a hő a melegebb testről a hidegebb test felé áramlik. Tehát bizonyos munkamennyiség minden spontán folyamatnál kárba vész, hővé alakul át. Emiatt a természetben a spontán folyamatok visszafordíthatatlanok. A munka, de bármely energiafajta is maradéktalanul hővé alakítható, míg a hő csak részben alakítható át másfajta energiává (ezért tartják alacsonyabb rendű energiának).
Az entrópia és a rendezetlenség egyenértékűsége elvben még a termodinamikában felbukkan, de végleg Erwin Schrödinger tisztázta az életjelenségek kapcsán.
Később – a formai hasonlóság alapján – Neumann János javasolta Shannonnak, hogy képletét nevezze entrópiának. De mivel negatív előjel szerepelt a képlet előtt, negentrópia lett a neve (régen antientrópia is), ami a rendszerek rendezettségének mértékét fejezi ki.

## Hőtani értelmezés
A termodinamikában (amely a fizika egyik ága) az entrópia (szimbóluma: S) egy extenzív állapotjelző, amelynek megváltozása a test két állapota között reverzibilis folyamat során felvett redukált hőmennyiségek előjeles összegével egyenlő.
Egy zárt termodinamikai rendszer a különböző állapotait meghatározott valószínűséggel veszi fel. A lehetséges állapotok összességét jellemzi az állapothalmaz:
{\displaystyle S=\{x_{1},x_{2},x_{3},\dots \}}.
Az állapotok termodinamikai valószínűsége (hagyományosan)
{\displaystyle \Omega =\{\omega _{1},\omega _{2},\omega _{3},\dots \}}.
A rendszer entrópiája az {\displaystyle x_{i}} állapotban
{\displaystyle S_{i}=-k\cdot \ln \omega _{i}},
ahol k a Boltzmann-állandó. A termodinamikai entrópia fogalmát Rudolf Clausius vezette be.
Definiálható az entrópiafüggvény, amely (az U belső energia függvényéhez hasonlóan) csak a rendszer állapotjelzőitől függ:
{\displaystyle S(B)-S(A)=\int _{A}^{B}{\frac {dQ_{rev}}{T}}}

### Az entrópianövekedés és entrópiamaximum elve
Ha egy rendszer adiabatikusan zárt (vagyis a környezetéből nem vesz fel hőt), akkor a rendszerben lejátszódó spontán folyamatok során a rendszer entrópiája mindaddig nő, amíg be nem áll az egyensúlyi állapot. Egyensúlyi állapotban a rendszer entrópiája maximális. Nyílt rendszer egyensúlyának azonban nem feltétele az entrópiamaximum, mivel az entrópianövekedés a külvilágnak leadott hővel kompenzálható, sőt, az entrópia akár csökkenhet is.
A termodinamika második törvénye kimondja, hogy az izolált rendszer entrópiája soha nem csökken az idő múlásával. Az izolált rendszerek spontán módon fejlődnek a termodinamikai egyensúly felé, amely a maximális entrópiával rendelkezik. A nem elkülönített rendszerek, mint például az organizmusok, elveszíthetik az entrópiát, feltéve, hogy környezetük entrópiája legalább annyival növekszik, hogy a teljes entrópia vagy növekszik, vagy állandó marad. Ezért egy adott rendszer entrópiája csökkenhet, amíg az Univerzum teljes entrópiája nem. Az entrópia a rendszer állapotának függvénye, tehát egy rendszer entrópiájának változását a kiindulási és a végállapot határozza meg. Az idealizálás során, hogy egy folyamat reverzibilis, az entrópia nem változik, míg a visszafordíthatatlan folyamatok mindig növelik a teljes entrópiát.

## Az entrópia és a fekete lyukak
A fekete lyukak olyan szingularitások, amelyek elnyelik az anyagot úgy, hogy onnan még a fény sem tud kiszabadulni. Kezdetben úgy tűnt, hogy a fekete lyukak léte sérti azt az elfogadott elvet, miszerint a világegyetem entrópiája növekszik. Stephen Hawkingnak sikerült bebizonyítania, hogy ez korántsem igaz.
"A kilépő sugárzás pozitív energiáját a fekete lyukba áramló negatív energiájú részecskék árama egyenlíti ki. Einstein nevezetes összefüggése értelmében az energia arányos a tömeggel: E=mc² (ahol E az energia, m a tömeg, c pedig a fénysebesség). A beáramló negatív energia tehát csökkenti a fekete lyuk tömegét. A tömeg csökkenése következtében csökken az eseményhorizont területe. Az ebből eredő entrópiacsökkenést (a lyuk belsejében) bőven meghaladja a kibocsátott sugárzás okozta entrópianövekedés, úgyhogy szó sincs a második főtétel megsértéséről.
Minél kisebb a fekete lyuk tömege, annál magasabb a hőmérséklete. Ahogy tehát fogy a fekete lyuk tömege, egyre nő a hőmérséklete és részecskekibocsátása, azaz egyre gyorsabban veszíti tömegét. Nem teljesen tisztázott még, mi történik akkor, ha a fekete lyuk végül rettenetesen kicsivé válik. Legészszerűbbnek az a feltevés látszik, hogy hatalmas végső részecskekibocsátás közepette teljesen megsemmisül; a hatás több millió H-bomba egyidejű fölrobbantásával egyenértékű."

## Informatikai értelmezés
A kommunikációs kapcsolatban a hírforrás mint sztochasztikus (véletlenszerű) kibernetikai rendszer működik. Állapotait véletlenszerűen veszi fel, s az eseményekről tudósító híreket véletlenszerűen sugározza (küldi). A forrás hírkészlete: {\displaystyle H=\{h_{1},h_{2},h_{3},\dots \}} és a rendszer állapothalmaza (l. fent) között természetes az egy-egy értelmű megfeleltetés, ami ezért a hírkészlet és az állapot-valószínűségek {\displaystyle P=\{p_{1},p_{2},p_{3},\dots \}} között is fennáll. A forrás egy hírének az entrópiája:
{\displaystyle \eta (h_{i})=-p_{i}\cdot \log _{2}p_{i}}.
A rendszer entrópiája ezek összegezésével adódik:
{\displaystyle H(S)=-\sum p_{i}\log _{2}p_{i}}.

### Az entrópia lehetséges értékei
A rendszer entrópiája a következő értékeket veheti fel:
{\displaystyle 0\leq H(S)\leq \log _{2}n}, ahol {\displaystyle n} a lehetséges hírek darabszámát jelenti.
- Az entrópia akkor a legkisebb (0), ha a hírforrás biztosan mindig ugyanazt a hírt sugározza: ekkor a {\displaystyle p_{i}} valószínűségek egyike 1 (amelyiket sugározza), a többié 0, és így az összeg is nulla, mivel azok a tagok 0-val egyenlőek, amelyikben {\displaystyle p_{i}=0} (az egyik tényező), az egyetlen maradék tagban (ahol {\displaystyle p_{i}=1}) pedig a {\displaystyle \log _{2}p_{i}} tényező nulla. Ekkor a bizonytalanságunk nulla, vagyis teljesen biztosak lehetünk benne, hogy az adott hír meg fog érkezni.
- Az entrópia akkor a legnagyobb ({\displaystyle \log _{2}n}), ha az összes hír valószínűsége egyenlő {\displaystyle {\Big (}p_{i}={\frac {1}{n}}{\Big )}}. Ekkor a bizonytalanságunk a legnagyobb, hiszen bármelyik hír ugyanakkora valószínűséggel érkezhet.

A forrás-entrópia a híreink átlagos hírértéke. A fizikai entrópia formulájához való hasonlóság nyomán "keresztelte el" Shannon.